# Гбадоліте
Гбадоліте (фр. Gbadolite) — місто на півночі Демократичної Республіки Конго на кордоні з ЦАР. Адміністративний центр провінції Північне Убангі.

## Географія
Розташований за 12 км на південь від річки Убангі, за 1150 км на північний схід від Кіншаси, на висоті 462 м над рівнем моря.

### Клімат
Місто знаходиться у зоні, котра характеризується кліматом тропічних саван. Найтепліший місяць — березень із середньою температурою 26.4 °C (79.5 °F). Найхолодніший місяць — липень, із середньою температурою 24 °С (75.2 °F).
| Клімат Гбадоліте        | Клімат Гбадоліте | Клімат Гбадоліте | Клімат Гбадоліте | Клімат Гбадоліте | Клімат Гбадоліте | Клімат Гбадоліте | Клімат Гбадоліте | Клімат Гбадоліте | Клімат Гбадоліте | Клімат Гбадоліте | Клімат Гбадоліте | Клімат Гбадоліте | Клімат Гбадоліте |
| Показник                | Січ.             | Лют.             | Бер.             | Квіт.            | Трав.            | Черв.            | Лип.             | Серп.            | Вер.             | Жовт.            | Лист.            | Груд.            | Рік              |
| Середня температура, °C | 24,8             | 26,2             | 26,4             | 26               | 25,5             | 24,7             | 24               | 24,2             | 24,3             | 24,5             | 24,7             | 24,5             | 25               |
| Норма опадів, мм        | 25               | 38.9             | 106.4            | 137.7            | 169.8            | 159.8            | 195.6            | 229.2            | 207.1            | 226.5            | 93.8             | 29.1             | 1618.9           |
| Днів з опадами          | 3,1              | 5,2              | 8,4              | 10,1             | 13,7             | 11,2             | 13,1             | 15,7             | 15,8             | 15               | 9,2              | 4,3              | 124,8            |
| Вологість повітря, %    | 60.1             | 57.4             | 62.1             | 68.5             | 75.3             | 81.1             | 84.4             | 83.6             | 81.1             | 78.7             | 70.6             | 64.8             | 72.3             |
| ----------------------- | ---------------- | ---------------- | ---------------- | ---------------- | ---------------- | ---------------- | ---------------- | ---------------- | ---------------- | ---------------- | ---------------- | ---------------- | ---------------- |
| Джерело: Weatherbase    |                  |                  |                  |                  |                  |                  |                  |                  |                  |                  |                  |                  |                  |

## Історія
Під час правління Мобуту (1965–1997 роки) тут розміщувалася президентська резиденція під неофіційною назвою «Версаль в джунглях». У 1998 році було захоплене повстанцями тутсі і перетворене ними в один зі своїх опорних пунктів.

## Населення
Населення Гбадоліте за даними на 2004 рік становить 113 807 чоловік.